# Table de tri

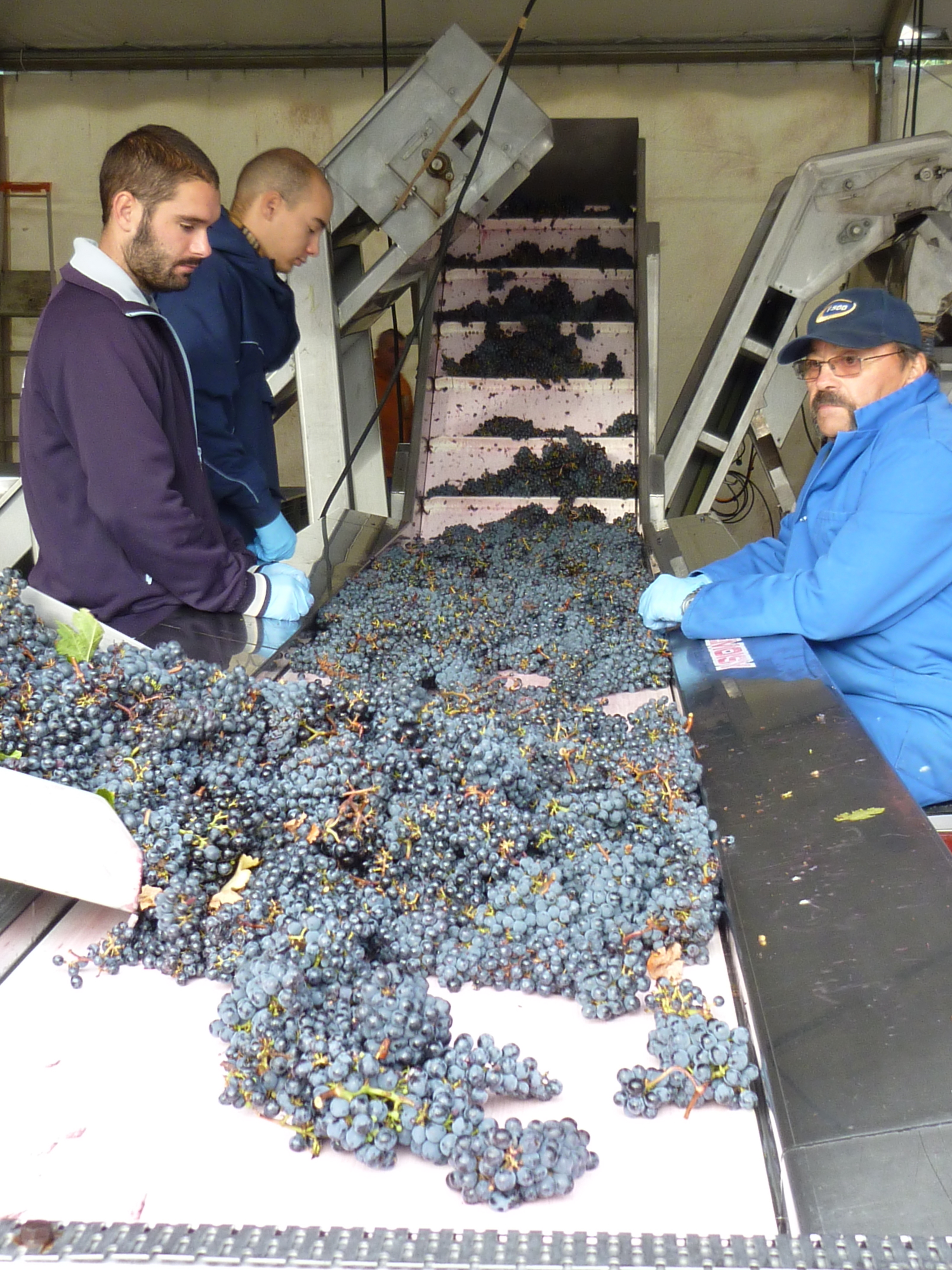
Table de tri par tapis roulant, vendange entière.

Une table de tri est un appareil permettant de réaliser le tri qualitatif des raisins, de façon manuelle ou automatisée.
Les éléments indésirables sont jetés. Les raisins de mauvaise qualité peuvent, eux, être conservés et être vinifiés à part.

## Historique
Le tri des raisins consiste à éliminer les grappes non souhaitables pour la vinification, comme celles atteintes de maladie (notamment botrytis cinerea), les grappes non arrivées à maturité, et dans un plus large pannel, les morceaux de végéteaux, feuilles, cailloux, etc.
Le tri peut être fait manuellement à la parcelle lors de la vendange, par chaque vendangeur. La répartition des taches amène à faire effectuer cette étape par des trieurs, à la parcelle avant le transport de la vendange, ou lors de l'arrivée des raisins à la cave. Dans ce cas, les raisins sont passés sur une table de tri. Elles étaient d'abord de simples tables fixes où l'on fait glisser les raisins, il existe désormais des tables à tapis roulant, des tables vibrantes, où les personnes enlèvent les éléments indésirables tout en laissant passer la vendange de qualité souhaitée.
La progression technologique a permis de créer des tables de tri automatisées, prenant en compte la taille, le poids, la couleur des éléments qui y passent, afin de les trier. Ces tables de tri peuvent être embarquées sur une machine à vendanger, ou installée dans la chaîne de réception.

## Table de tri manuelle
Les trieurs sont de part et d'autre de la table, les grappes ou baies défilent devant eux. 

## Table de tri automatisée

### Table de tri à rouleaux

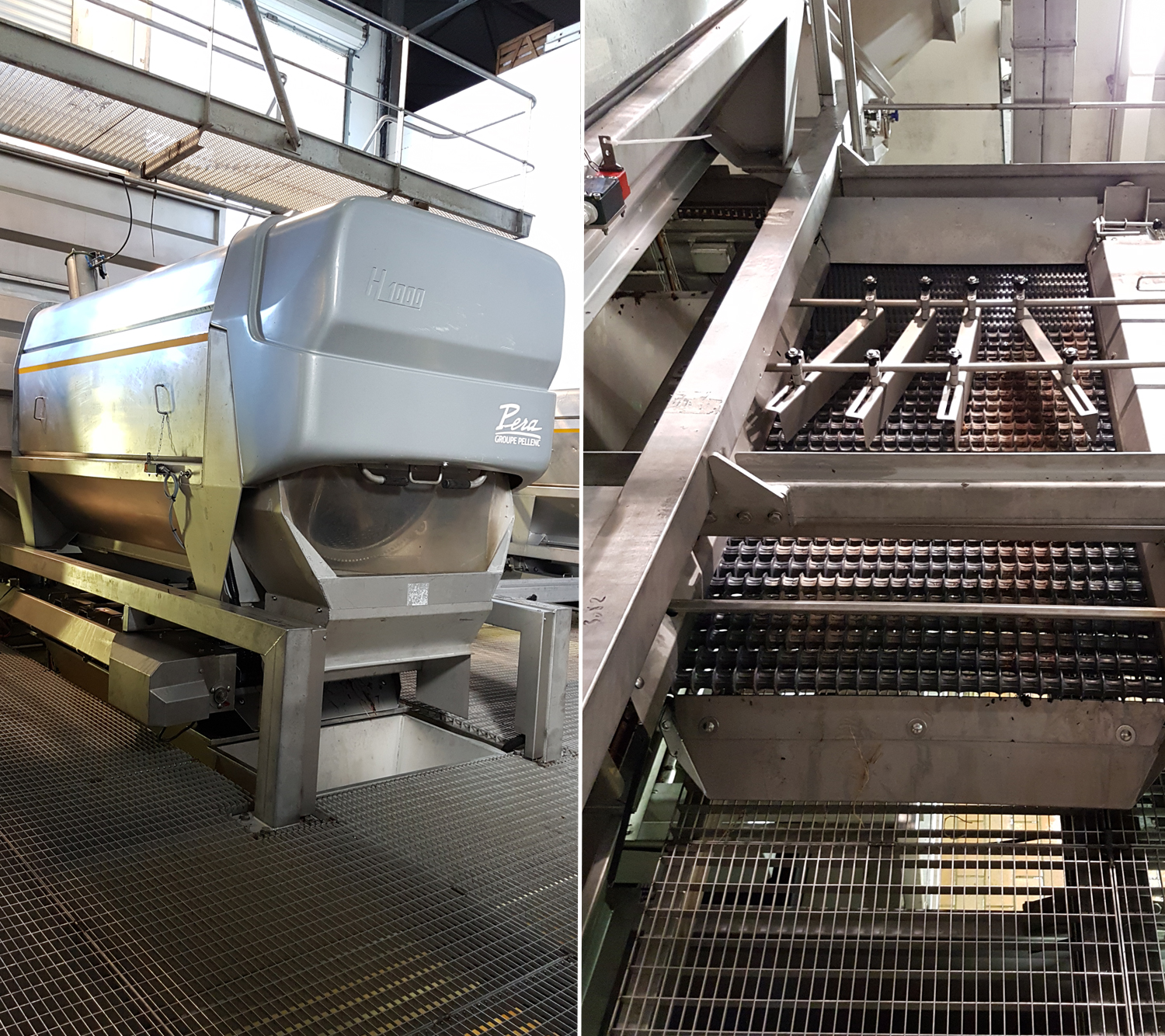
Table de tri à rouleaux haut débit Kliner

En 2017, l'intégration d'une table à rouleaux haut débit à réglage automatique à la suite d'un érafloir permet d'effectuer un tri des apports de vendange, elle est capable de traiter jusqu'à 70 tonnes par heure. Cette table permet d'éliminer les déchets verts (rafles, feuilles, morceaux de bois, pétioles...).

### Table de tri optique
Elles sont initiées dans les années 2010 à partir des technologies de l'industrie alimentaire.Une caméra analyse chaque élément pour l'identifier et en fonction, le conserver ou l'éliminer. Elles sont fabriquées par Bucher-Vaslin et Pellenc.

## Méthode

Table de tri manuelle en deuxième position.

Il existe deux pratiques, applicables selon le processus de réception.

### Grappes entières
Il est possible uniquement pour un tri manuel, afin que seule une partie indésirable de la grappe puisse être supprimée.

### Baie par baie

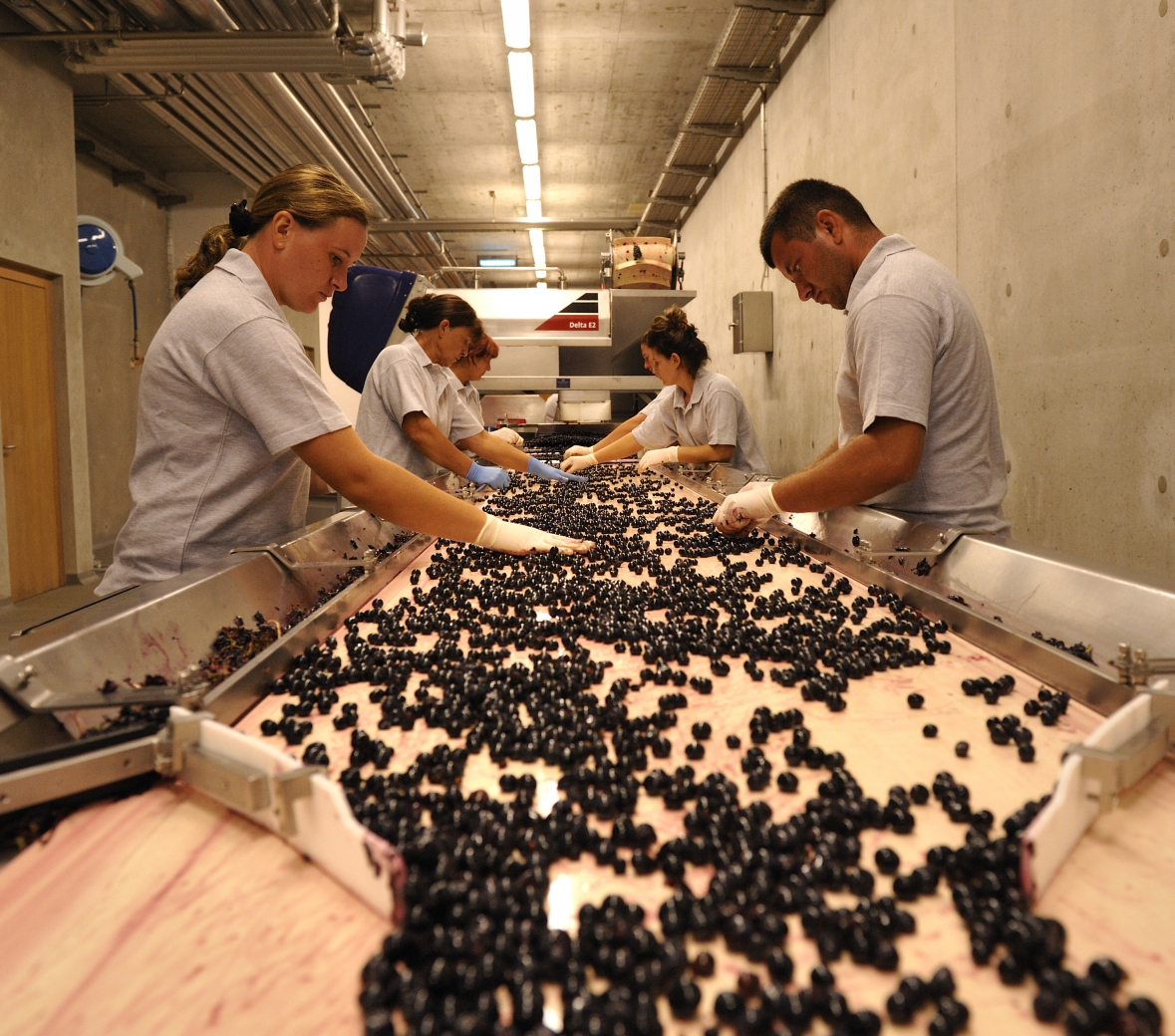
Tri baie par baie, sur une table à tapis roulant.

Il est plus précis mais moins rapide lorsqu'il est effectué manuellement, il doit être effectué après égrappage et ne permet donc pas la vinification en vendange entière.
La vendange par machine à vendanger impose cette méthode.

## Intérêt œnologique
L'obtention d'une vendange parfaitement saine est un atout majeur pour une vinification exempte de problèmes, et limiter l'ajout de dioxyde de soufre.
Les débris végétaux donnent des défauts herbacés, non souhaitables.